# آن ديفلن
آن ديفلن (بالإنجليزية: Anne Devlin)‏ هي كاتبة قصص قصيرة وكاتبة سيناريو وكاتبة مسرحية وكاتِبة بريطانية، ولدت في 13 سبتمبر 1951 في بلفاست في المملكة المتحدة.

## وصلات خارجية
- آن ديفلن على موقع IMDb (الإنجليزية)
- آن ديفلن على موقع ألو سيني (الفرنسية)
- آن ديفلن على موقع أول موفي (الإنجليزية)
- آن ديفلن على موقع قاعدة بيانات الأفلام السويدية (السويدية)
- آن ديفلن على موقع قاعدة بيانات الفيلم (الإنجليزية)
- آن ديفلن على موقع كينوبويسك (الروسية)